# Двухъярусный мост через Морской канал
Двухъярусный мост через Морской канал входит в состав южной эстакады основного хода ЗСД, является одним из сложнейших объектов Центрального участка и самым высоким мостом Санкт-Петербурга. При возведении моста был применен метод продольной надвижки. Это первое в мире пролетное строение, смонтированное таким способом с такими характеристиками.
Максимальный вес надвигаемого объекта 22000 т. Общая длина моста 720 м. Длина центрального пролёта 168 м. Максимальный подмостовой габарит 52 м.